# Caries
Caries eller Karies er en sygdom i tænderne, hvor tanden nedbrydes af syre produceret af bakterier. Det sker når bakterierne på tanden optager sukker for at skaffe sig energi. Bakterierne får energi fra nedbrydningen af sukker (kulhydrater) og samtidig udskiller de syre som et nedbrydningsprodukt. Syren fra bakteriernes opløser tandens hårde væv. Der er altid lidt fluor-ioner til stede i spyttet. Disse fluor-ioner vil sammen med ioner fra den nedbrudte tandsubstans reparerer på syre skaden. Desværre er det sådan at syren opløser tandens mineraliserede væv i dybden og fluor-ionerne bidrager til en reparation, der finder sted i overfladen. Det giver cariesprocessen et karakteristisk udseende. Ved fremadskridende caries ses dybere og dyre tab af mineral samtidig med at overfladen forbliver velmineraliseret. Efterhånden som der tabes mineral i dybden kan det ses. Ved et meget lille mineraltab kan det kun ses, når tanden er helt tør. Senere kan det ses som en hvidlig, mat forandring. Den er ru i overfalden.

## Udvikling
Får cariesprocessen lov til at udvikle sig, uden at den bliver forstyrret, vil tabet af mineral dybt i carieslæsionen blive så stort, at det ikke længere kan bære den velmineraliserede fluoridholdige overflade. Overfladen vil da brase sammen og der opstår et hul i tanden. Hul i tanden er altså et cariesangreb, der har udviklet sig til anseelig størrelse.En tredjedel af verdens befolkning, næsten 2,5 milliarder mennesker, går rundt med ubehandlet caries. Således er huller i tænderne uden sidestykke den mest udbredte kroniske sygdom på jorden. Især børn lider som følge af huller i tænderne. I mange mindre udviklede lande har mellem 60% og 95% af børnene huller i tænderne som er ubehandlede. Det fører hos mange fra tid til anden akutte ulidelige smerter. Eksempelvis har 97% af 6 årige børn i Filippinerne ubehandlede huller i tænderne, 87% har en infektion i kæberne som følge af mangle behandling og 20% har smerter på et givent tidspunkt. Nogle lider mere end andre og nogle lider længere end andre. Smerterne kommer og går. Mange kan ikke sove, mange kommer derfor ikke i skole og det går ud over deres læring. Adskillige undersøgelser viser, at manglende behandling af huller i tænderne og smerter herfra nedsætter livskvaliteten, trivslen og livsmulighederne væsentligt for mere end 600 millioner børn globalt set. Børnene bor i lande, hvor de ikke har adgang til behandling af huller i tænderne og de smertevoldende følger. Enten fordi behandlingstilbud ikke findes eller fordi deres forældre ikke har økonomi til at benytte eksisterende behandlingstilbud. Når huller i tænderne ikke behandles opstår der i mange tilfælde på et tidspunkt infektioner i kæbeknoglen. Det medfører stærke smerter og er alvorligt for barnets helbred. Smerterne påvirker tillige børnenes søvn og skolegang5. Deres fysiske udvikling påvirkes. Børn med ubehandlede huller vokser langsommere end børn uden caries. Når børnenes smertegivende tænder behandles eller trækkes ud vokser børnene igen. I mange lande er manglende behandling af huller i tænderne og infektion i kæberne en hyppig årsag til børns indlæggelser på hospital. Huller i tænderne er således også en udfordring for disse landes hospitalsvæsen. Når børnene ikke kan sove, når børnene ikke kan gå i skole og når børnene bliver alvorligt syge påvirker det tillige deres forældre og andre søskende. Det bliver et problem for trivslen i familien og i lokal samfundet. Her kender alle til smerter fra tænderne. Caries er en af de sygdomme der har en negativ påvirkning af mange menneskerne liv.
Tragedien er, at det er meget enkelt at forebygge huller i tænderne og de skadelige virkninger af manglende behandling af hullerne her Vi har længe vidst, hvordan man kan forebygge og behandle huller i tænderne og alligevel er udviklingen i mængden af ubehandlede huller i tænderne desværre blevet forværret i mange dele af verden i de seneste årtier.